# René Metge

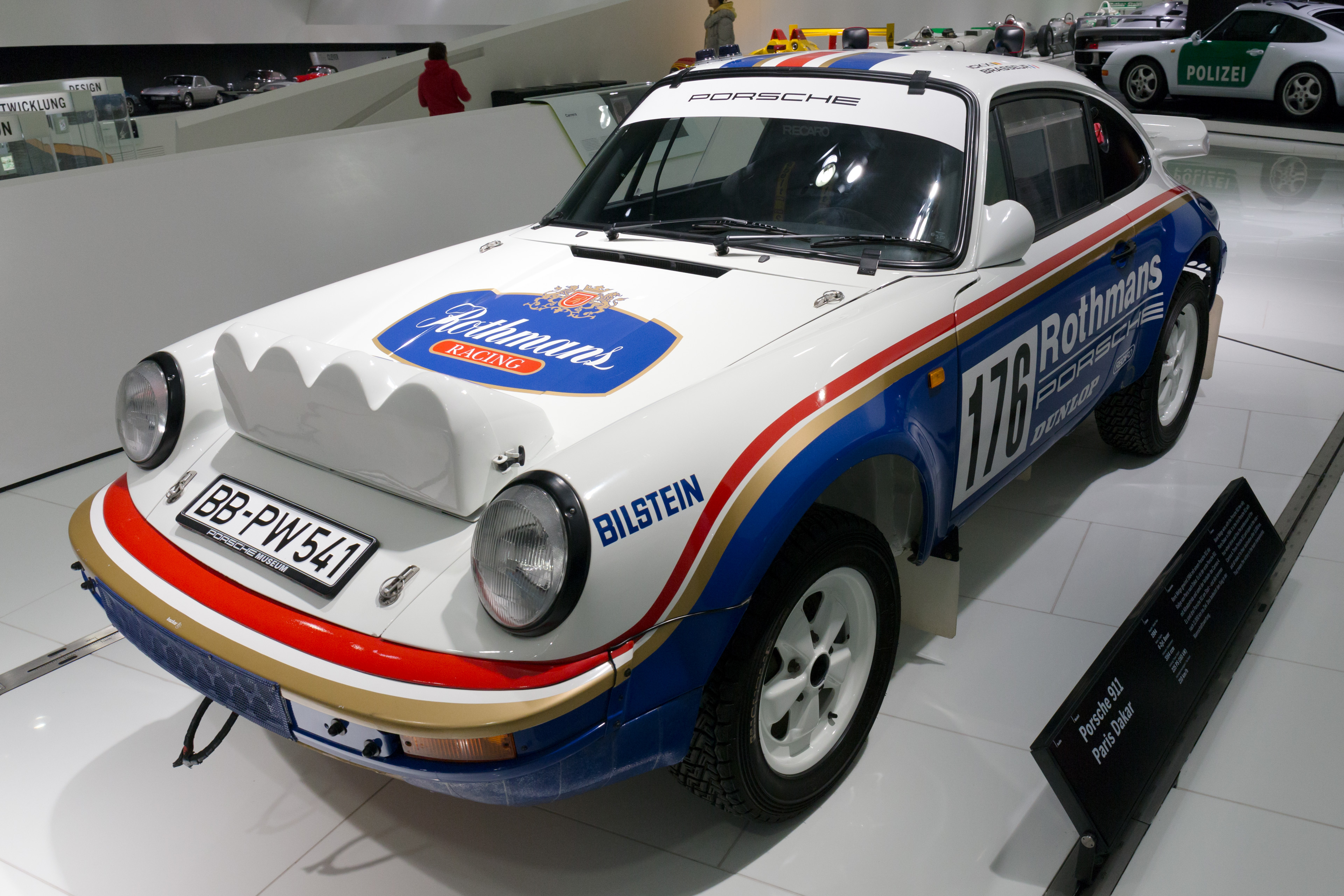
Coche utilizado por Metge en 1984.

René Metge (Montrouge, 23 de octubre de 1941-3 de enero de 2024) fue un piloto de automóviles francés que participó en pruebas tanto de circuito como de rallies. Fue ganador del Rally Dakar en tres ocasiones y de las 24 Horas de Le Mans de camiones en 1983.

## Biografía
Fue el fundador de algunos conocidos raids, como el Rally Masters, posteriormente renombrado a Rally de Oriente.
En 2008 se unió a la organización del proyecto Africa Eco Race, impulsado por el también ganador del Dakar, Hubert Auriol.

## Palmarés
- Vencedor del Rally Dakar en 1981 (Range Rover), 1984 (Porsche) y 1986 (Porsche)
- 3 veces campeón del Campeonato de Francia de superturismos
- Vencedor de las 24 Horas de LeMans de camiones en 1983
- Vencedor de la Porsche Turbo Cup de Francia en 1987

## Resultados

### Rally Dakar
| Año                           | Clase                       | Vehículo                    | Copiloto                             | Posición                    | Etapas                      |
| Participaciones como piloto   | Participaciones como piloto | Participaciones como piloto | Participaciones como piloto          | Participaciones como piloto | Participaciones como piloto |
| ----------------------------- | --------------------------- | --------------------------- | ------------------------------------ | --------------------------- | --------------------------- |
| 1979                          | Coches                      | Range Rover                 | Claude Barbier                       | Ret.                        | -                           |
| 1980                          | Camiones                    | Leyland                     | Thierry de Saulieu - Georges Landais | 7.º                         | -                           |
| 1981                          | Coches                      | Range Rover                 | Bernard Giroux                       | 1.º                         | 3                           |
| 1982                          | Coches                      | Range Rover                 | Bernard Giroux                       | Ret.                        | -                           |
| 1983                          | Coches                      | Range Rover                 | Alain Gillot                         | Ret.                        | 2                           |
| 1984                          | Coches                      | Porsche                     | Dominique Lemoyne                    | 1.º                         | 3                           |
| 1985                          | Coches                      | Porsche                     | Dominique Lemoyne                    | Ret.                        | 2                           |
| 1986                          | Coches                      | Porsche                     | Dominique Lemoyne                    | 1.º                         | 3                           |
| 1994                          | Camiones                    | Perlini                     | Pascal Serre - Livio Diamante        | 6.º                         | -                           |
| 2003                          | Coches                      | Mercedes Benz               | Élodie Metge                         | 23.º                        | -                           |
| 2004                          | Coches                      | Nissan                      | Bernard Chevalier                    | Ret.                        | -                           |
| 2006                          | Coches                      | Nissan                      | Bernard Chevalier                    | 31.º                        | -                           |
| Participaciones como copiloto |                             |                             |                                      |                             |                             |
| 1996                          | Coches                      | Mitsubishi                  | Patrick Tambay                       | 13.º                        | -                           |
| 2002                          | Coches                      | Nissan                      | Johnny Hallyday                      | 49.º                        | -                           |
| 2007                          | Coches                      | Nissan                      | Yvan Muller                          | 22.º                        | -                           |
| Fuente:                       |                             |                             |                                      |                             |                             |